# Flaga Tyraspolu
Flaga Tyraspolu – jeden z symboli miejskich Tyraspolu, stolicy Naddniestrzańskiej Republiki Mołdawskiej.
Flaga Tyraspolu została przyjęta 14 października 2002 roku, w 210. rocznicę założenia miasta. Zaprojektował ją A.W. Narolskij.

## Symbolika
Flaga jest oficjalnym symbolem Tyraspolu. Jest prostokątnego kształtu, jej proporcje wynoszą 2:3. Górną część zajmuje kolor czerwony symbolizujący zaufanie, energię, siłę, odwagę i miłość do życia. Kolor zielony znajdujący się na dole flagi symbolizuje nadzieję, delikatność, miękkość, równowagę i wzrost. Od lewego górnego do prawego dolnego rogu przechodzą białe, niebieskie i jasnożółte (złote) pasy przedstawiające Dniestr. Kolor biały symbolizuje zaufanie i czystość, niebieski prawdę, wiarygodność i rzetelność, a żółty otwartość, innowacyjność i dobrobyt.